# (74356) 1998 WP12
(74356) 1998 WP12 – planetoida z pasa głównego asteroid okrążająca Słońce w ciągu 4,14 lat w średniej odległości 2,58 j.a. Odkryta 21 listopada 1998 roku.